# Heidkopf (Spessart)
Der Heidkopf ist ein 371 m ü. NHN  hoher Berg im Spessart im bayerischen Landkreis Aschaffenburg und im hessischen Main-Kinzig-Kreis. Auf dem Gipfel des bewaldeten Berges befindet sich die Landesgrenze. Er ist der höchste Berg des Sölzerthöhenzuges.

## Geographie
Der Heidkopf befindet sich am Westhang des Teufelsgrundes, einem Nebental des Kahlgrundes, zwischen Alzenau-Albstadt und Mömbris. Dazwischen verläuft ein kleiner Teil Hessens, der zur Großgemeinde Freigericht gehört. Der Heidkopf ist die höchste Erhebung auf dem Gebiet von Albstadt und Freigericht. Im Süden hängt der Berg direkt mit dem Schanzenkopf (365 m), im Norden mit dem Sölzertsberg (351 m), auch Metzkopf genannt, zusammen. Das gesamte Gebiet wird Sölzert genannt und war einmal Teil der Hohen Mark. Der höchste Punkt des Heidkopfgipfels liegt auf bayerischer Seite und ist der topographisch höchste Punkt der Gemarkung von Albstadt. Er ist über einen Waldweg von Frohnbügel aus zu erreichen. Über den Heidkopf führte bis 2019 der Fränkische Marienweg.